# Diphyus sequax
Diphyus sequax là một loài tò vò trong họ Ichneumonidae.